# TNT-Fortuna Combined Events Meeting 2013
TNT Express Meeting 2013 – mityng lekkoatletyczny w konkurencjach wielobojowych rozegrany 8 i 9 czerwca na stadionie Sletiště w czeskim Kladnie. Zawody były kolejną odsłoną cyklu IAAF World Combined Events Challenge w sezonie 2013.

## Rezultaty
| Konkurencja:           | 1. miejsce        | Rezultat  | 2. miejsce        | Rezultat  | 3. miejsce       | Rezultat  |
| Dziesięciobój mężczyzn | Andrej Krauczanka | 8380 pkt. | Dmitrij Karpow    | 7978 pkt. | Marek Lukáš      | 7753 pkt. |
| Siedmiobój kobiet      | Hanna Melnyczenko | 6416 pkt. | Karolina Tymińska | 6360 pkt. | Eliška Klučinová | 6190 pkt. |